# 奧伯恩堡 (紐約州)
奧伯恩堡（英語：Obernburg）是位於美國紐約州沙利文縣的非建制地區。

## 歷史
奧伯恩堡的郵局自1885年營運至今。

## 地理
奧伯恩堡所處的海拔為高於海平面505米（即1657英呎），而該地所採用的時區為UTC-5，即北美东部时区（EST）。同時該地設有夏令時間，為UTC-5調快一小時，即UTC-4（EDT）。